# Archidiecezja Wojskowa Stanów Zjednoczonych Ameryki

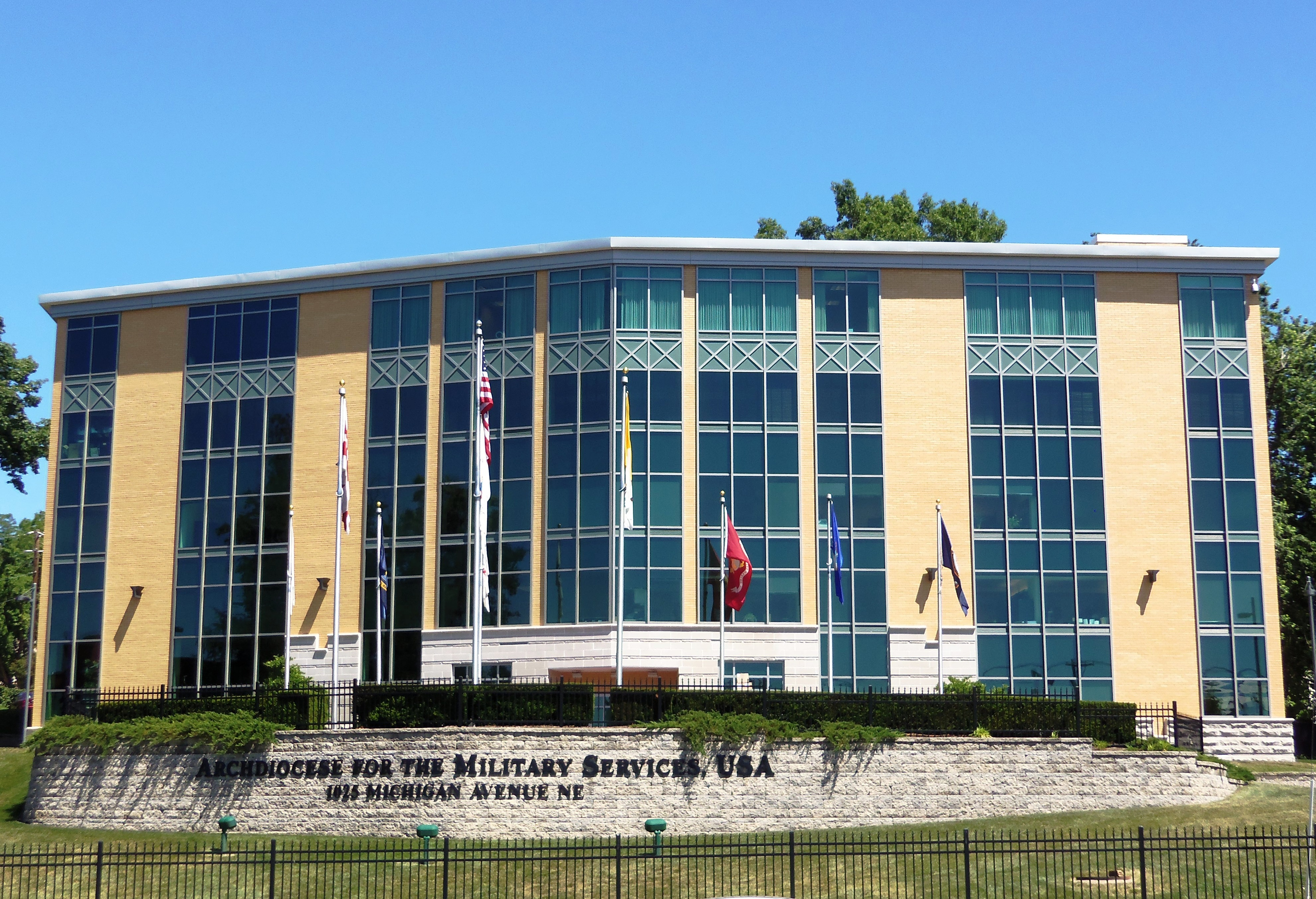
Siedziba Archidiecezji Wojskowej Stanów Zjednoczonych Ameryki w Waszyngtonie

Archidiecezja Wojskowa Stanów Zjednoczonych Ameryki – katolicki ordynariat polowy w randzie archidiecezji Sił Zbrojnych Stanów Zjednoczonych.
Służy członkom i innym osobom zatrudnionym przez pięć formacji wojskowych Stanów Zjednoczonych (US Air Force, US Army, US Coast Guard, US Marine Corps i US Navy), pracownikom US Veterans Health Administration i jego pacjentom, obywatelom amerykańskim w służbie rządowej za granicą, w tym członkom korpusu dyplomatycznego i ich rodzinom.
Archidiecezja nadzoruje księży katolickich służących jako kapelani wojskowi na całym świecie. Żaden z księży archidiecezji nie jest inkardynowany w archidiecezji. Każdy z kapłanów pozostaje inkardynowany w swojej diecezji lub zakonie. Archidiecezja ma swoje biura w Waszyngtonie, ale nie ma granic terytorialnych lub „siedziby”. Archidiecezja nie ma katedry lub kościoła podlegającego biskupowi. Jurysdykcja archidiecezji obejmuje wszystkie terytoria Stanów Zjednoczonych w kraju i za granicą, w tym instalacje wojskowe, ambasady, konsulaty i inne misje dyplomatyczne.

## Historia
Działalność ordynariatu polowego sięga 1917. Początkowo był częścią archidiecezji nowojorskiej. 8 września 1957 papież Pius XII erygował wikariat polowy Stanów Zjednoczonych Ameryki. Do 6 października 1983 był on w unii personalnej z archidiecezją nowojorską.
21 lipca 1986 papież Jan Paweł II podniósł wikariat do rangi archidiecezji wojskowej. Archidiecezja została utworzona zgodnie z prawem stanu Maryland w tym samym roku.

## Ordynariusze wojskowi
- kard. Patrick Joseph Hayes (1917-1938) biskup pomocniczy nowojorski, od 1919 arcybiskup nowojorski
- kard. Francis Spellman (1939-1967) arcybiskup nowojorski
- kard. Terence Cooke (1968-1983) arcybiskup nowojorski
- abp John Joseph Thomas Ryan (1985-1991)
- abp Joseph Thomas Dimino (1991-1997)
- abp Edwin O’Brien (1997-2007)
- abp Timothy Broglio (od 2008)

## Święci patroni

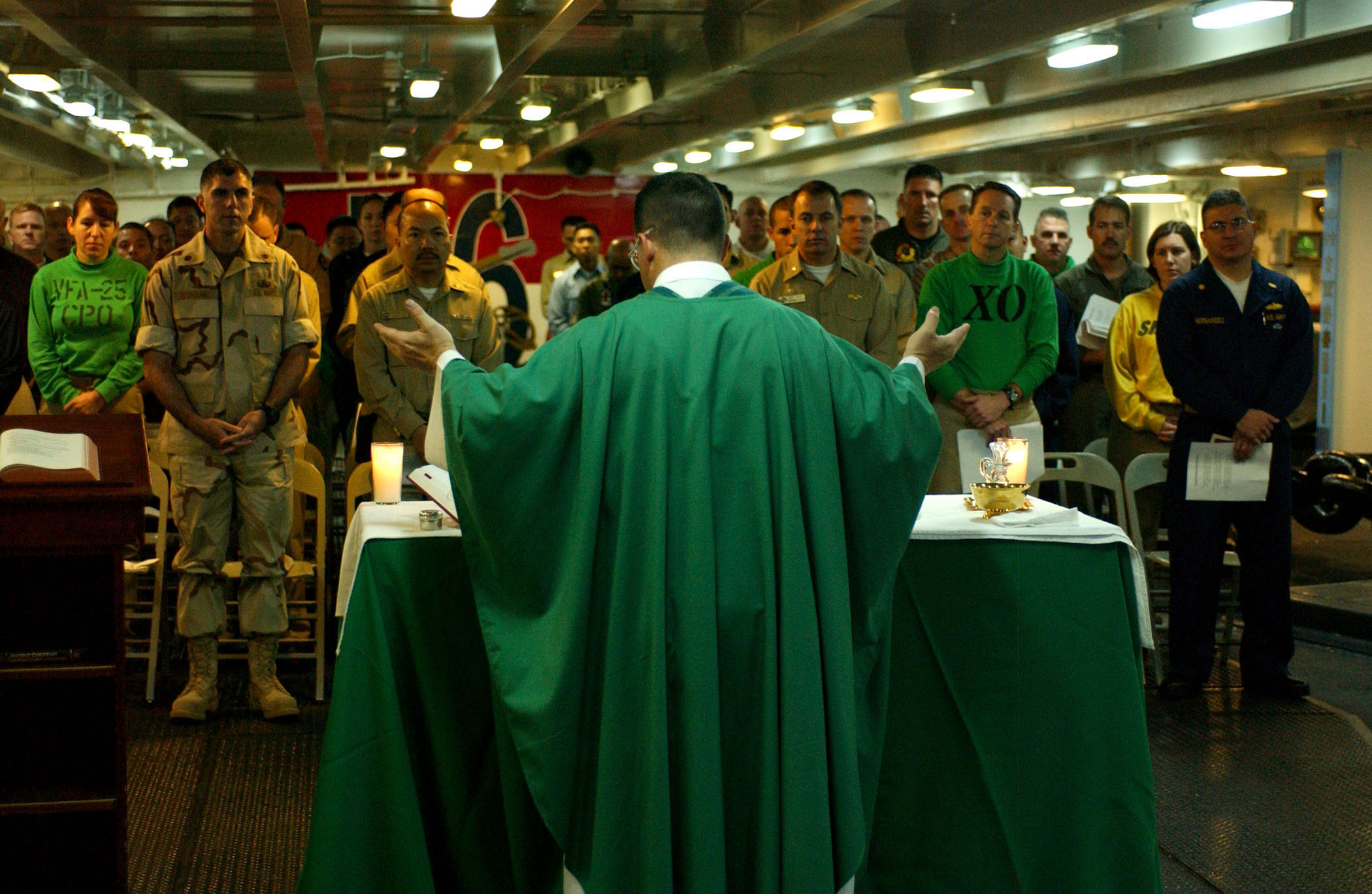
Kapelan katolicki oprawiający mszę św. na lotniskowcu USS Ronald Reagan

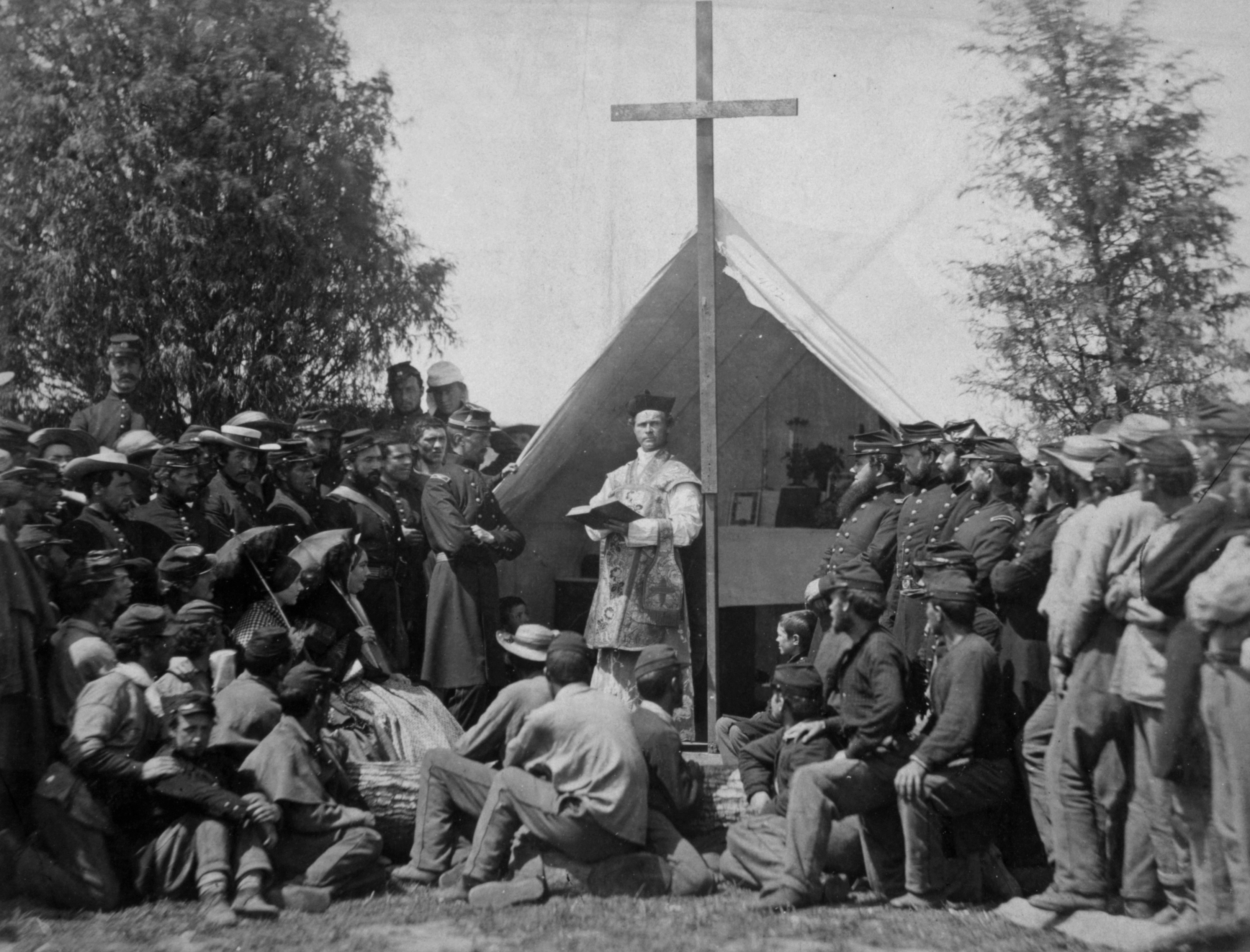
Katolicki kapłan podczas Wojny secesyjnej (1861-1865).

| Patron kapelanów wojskowych | św. Jan Kapistran i św. Marcin               |
| Patron wojsk lądowych       | św. Michał Archanioł                         |
| Patron wojsk artyleryjskich | św. Barbara                                  |
| Patron wojsk powietrznych   | św. Józef z Kupertynu i św. Mateusz          |
| Patron konnicy              | św. Marcin                                   |
| Patron służb cywilnych      | św. Mateusz                                  |
| Patron spadochroniarzy      | św. Józef z Kupertynu i św. Michał Archanioł |
| Patron kwatermistrzów       | św. Marcin                                   |
| Patron żołnierzy            | św. Joanna d’Arc, św. Marcin i św. Sebastian |
| Patron U.S. Special Forces  | św. Filip                                    |